# Ceahor, Adâncata
Ceahor (în ucraineană Чагор, transliterat: Ceahor, în rusă Чагор, transliterat: Ceagor și în germană Czahor) este un sat reședință de comună în raionul Adâncata din regiunea Cernăuți (Ucraina). Are 4,264 locuitori, preponderent ucraineni.
Satul este situat la o altitudine de 186 metri, în partea de nord a raionului Adâncata.

## Istorie
Localitatea Ceahor a făcut parte încă de la înființare din regiunea istorică Bucovina a Principatului Moldovei. După anexarea Bucovinei de către Imperiul Habsburgic în anul 1775, localitatea Ceahor a făcut parte din Ducatul Bucovinei, guvernat de către austrieci, făcând parte din districtul Cernăuți (în germană Czernowitz).  
După Unirea Bucovinei cu România la 28 noiembrie 1918, satul Ceahor a făcut parte din componența României, în Plasa Cosminului a județului Cernăuți. Pe atunci, majoritatea populației era formată din români, existând și o comunitate de ucraineni. 
Ca urmare a Pactului Ribbentrop-Molotov (1939), Bucovina de Nord a fost anexată de către URSS la 28 iunie 1940. Bucovina de Nord a reintrat în componența României în perioada 1941-1944, fiind reocupată de către URSS în anul 1944 și integrată în componența RSS Ucrainene. 
Începând din anul 1991, satul Ceahor face parte din raionul Adâncata al regiunii Cernăuți din cadrul Ucrainei independente. La recensământul din 1989, numărul locuitorilor care s-au declarat români plus moldoveni era de 1.316 (1.095+221), reprezentând 34,27% din populația localității . În prezent, satul are 4.264 locuitori, preponderent ucraineni.

## Demografie
Componența lingvistică a comunei Ceahor
     Ucraineană (88,56%)
     Română (10,15%)
     Rusă (1,13%)
     Alte limbi (0,02%)
Conform recensământului din 2001, majoritatea populației comunei Ceahor era vorbitoare de ucraineană (88,56%), existând în minoritate și vorbitori de română (10,15%) și rusă (1,13%).
1930: 2.643 (recensământ)
1989: 3.840 (recensământ)
2007: 4.264 (estimare)

### Recensământul din 1930
Componența etnică a comunei Ceahor (județul Cernăuți)
     Români (87,51%)
     Germani (5,56%)
     Ruși (4,65%)
     Altă etnie (2,28%)
Componența confesională a comunei Ceahor
     Ortodocși (89,74%)
     Romano-catolici (6,62%)
     Evanghelici/Luterani (1,17%)
     Greco-catolici (1,43%)
     Altă religie (1,04%)
Conform recensământului efectuat în 1930, populația comunei Ceahor se ridica la 2.643 locuitori. Majoritatea locuitorilor erau români (87,51%), cu o minoritate de germani (5,56%) și una de ruși (4,65%). Alte persoane s-au declarat: ruteni (2 persoane), maghiari (1 persoană), polonezi (19 persoane) și evrei (7 persoane). Din punct de vedere confesional, majoritatea locuitorilor erau ortodocși (89,74%), dar existau și romano-catolici (6,62%), evanghelici/luterani (1,17%) și greco-catolici (1,43%). Alte persoane au declarat: mozaici (7 persoane), adventiști (5 persoane), altă religie (9 persoane) și fără religie (6 persoane).